# Lycium shawii
Lycium shawii (Roem. & Schult.) – gatunek kolcowoju z rodziny psiankowatych. Występuje naturalnie na obszarze Afryki Południowej, Wschodniej, wschodniej części Afryki Północnej oraz w Azji Zachodniej i Pakistanie.

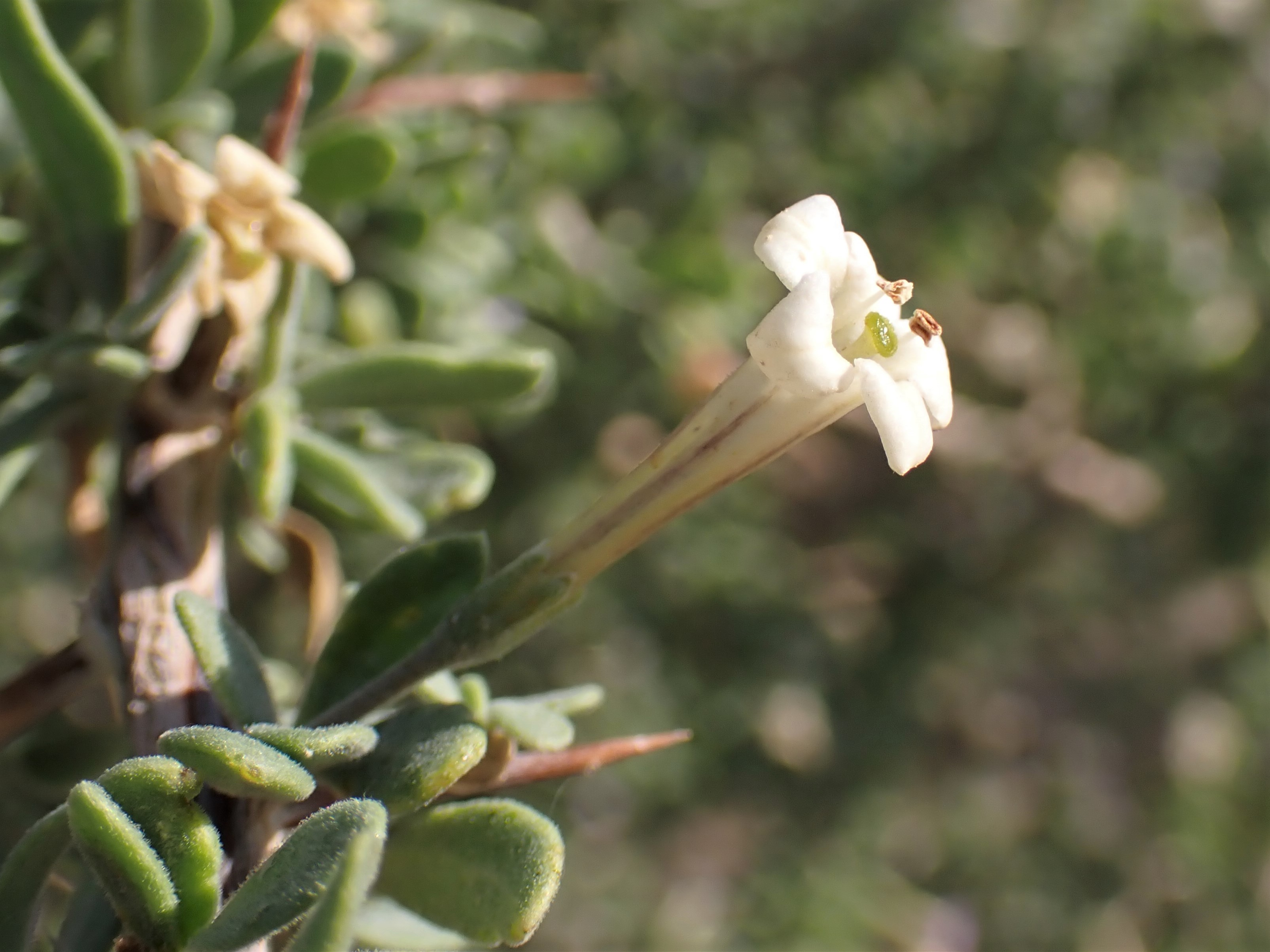
Kwiat

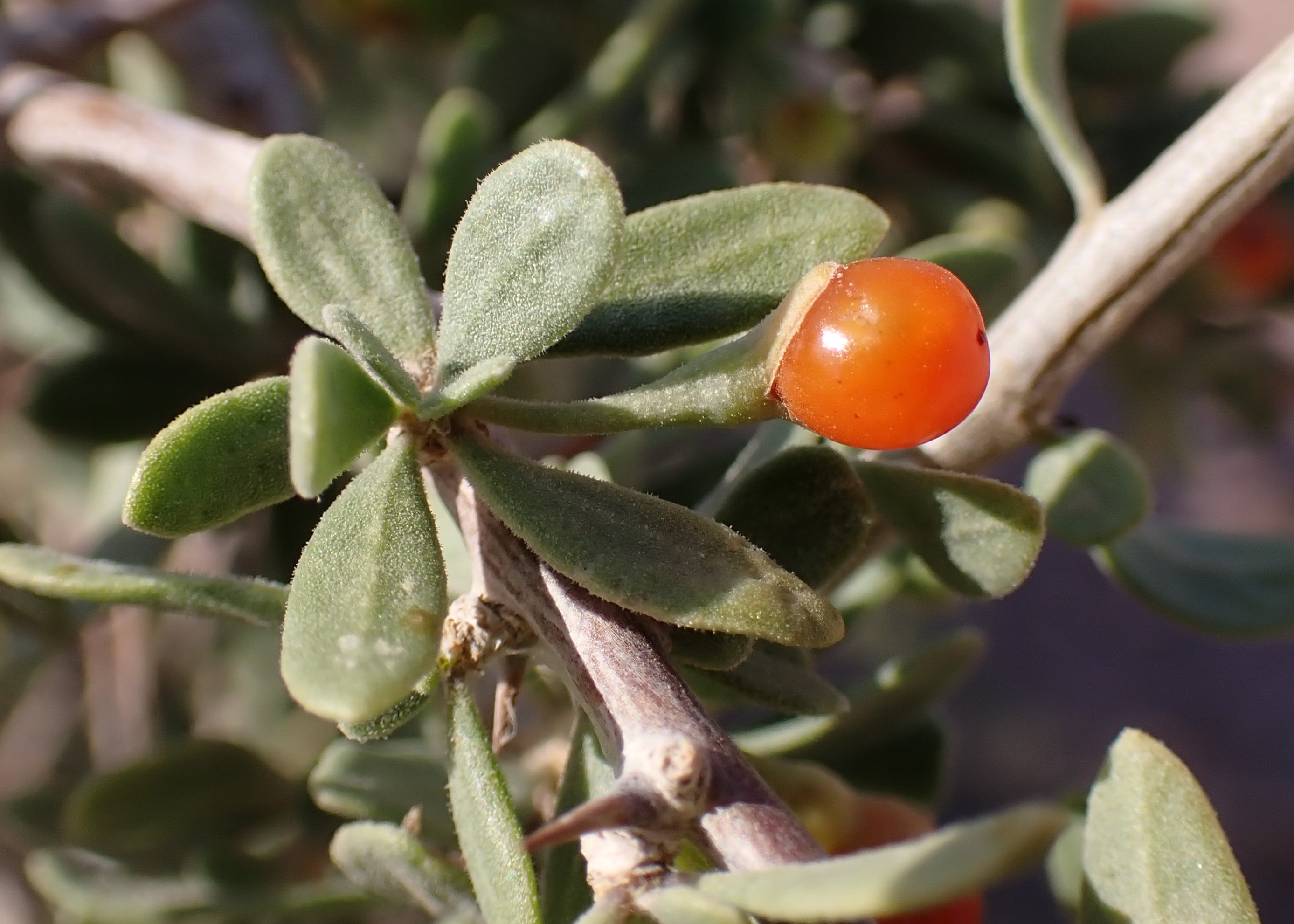
Owoc

## Rozmieszczenie geograficzne
Gatunek ten naturalnie występuje na terenie Republiki Południowej Afryki (prowincja KwaZulu-Natal oraz obszar dawnej prowincji Transwalu), Suazi, Botswany, Zimbabwe, Zambii, Malawi, Tanzanii, Ugandy, Kenii, Etiopii, Egiptu, Izraela, Jordanii, Turcji, Iraku, Iranu, Kuwejtu, Jemenu i Pakistanu.